# Tricholita notata
Tricholita notata là một loài bướm đêm trong họ Noctuidae.